# 49-й Берлинский международный кинофестиваль
49-й Берлинский международный кинофестиваль проходил с 10 по 21 февраля, 1999 года в Берлине.

## Жюри
- Анхела Молина (председатель жюри)
- Кен Адам
- Паулу Бранку
- Асси Даян
- Пьер-Анри Дело
- Катя фон Гарнье
- Хелльмут Карасек
- Йерун Краббе
- Мишель Йео

## Конкурсная программа
- 8 миллиметров, режиссёр Джоэл Шумахер
- Эйми и Ягуар, режиссёр Макс Фербербёк
- Среди лжи, режиссёр Клод Шаброль
- Завтрак для чемпионов, режиссёр Алан Рудольф
- Это начинается сегодня, режиссёр Бертран Тавернье
- Колесо фортуны, режиссёр Роберт Олтмен
- Освободи меня, режиссёр Леа Пул
- Между ног, режиссёр Мануэль Гомес Перейра
- Экзистенция, режиссёр Дэвид Кроненберг
- Глория, режиссёр Мануэла Виега
- Путешествие к Солнцу, режиссёр Есим Устауглу
- Страна холмов и долин, режиссёр Стивен Фрирз
- Карнавал, режиссёр Томас Винсент
- Кейхо, режиссёр Ёсимицу Морита
- Последняя песнь Мифуне, режиссёр Søren Kragh-Jacobsen
- Ночные тени, режиссёр Андреас Дрезен
- Девушка твоей мечты, режиссёр Фернандо Труэба
- Превратности любви, режиссёр Уиллард Кэрролл
- Обыкновенные герои, режиссёр Энн Хёй
- Влюблённый Шекспир, режиссёр Джон Мэдден
- Саймон Магус, режиссёр Бен Хопкинс
- Тонкая красная линия, режиссёр Терренс Малик
- Три сезона, режиссёр Тони Буй
- Городское чувство, режиссёр Джонатан Сагалл

## Награды
- Золотой медведь:
  - Тонкая красная линия, режиссёр Терренс Малик
- Золотой Медведь за лучший короткометражный фильм:
  - Фараон
  - Маски
- Серебряный медведь:
- Серебряный медведь за лучшую мужскую роль:
  - Михаэль Гвиздек — Ночные тени
- Серебряный медведь за лучшую женскую роль:
  - Юлиане Кёлер — Эйми и Ягуар
- Мария Шрадер — Эйми и Ягуар
- Серебряный медведь за лучшую режиссёрскую работу:
  - Стивен Фрирз — Страна холмов и долин
- Серебряный медведь за лучший короткометражный фильм
  - Дессерты
- Серебряный Медведь за выдающиеся персональные достижения:
  - Марк Норман — Влюблённый Шекспир
  - Том Стоппард — Влюблённый Шекспир
- Серебряный Медведь за выдающиеся художественные достижения:
  - Дэвид Кроненберг — Экзистенция
- Серебряный Медведь - специальный приз жюри:
  - Последняя песнь Мифуне
- Почётное упоминание:
  - Джон Толл — Тонкая красная линия
  - Ибен Йейле — Последняя песнь Мифуне
  - Бертран Тавернье — Это начинается сегодня
- Почётный приз Berlinale Camera Award:
  - Армен Медведев
  - Роберт Родригес
  - Мерил Стрип
- Приз зрительских симпатий (программа «Панорама»):
  - Одинокие
- Хрустальный медведь:
- Хрустальный медведь - лучший короткометражный фильм:
  - Тейс и Нико
- Хрустальный медведь - лучший художественный фильм:
  - Код Тик
- Хрустальный медведь - особое упоминание:
- Хрустальный медведь - особое упоминание - лучший короткометражный фильм:
  - Кот и лягушонок
- Хрустальный медведь - особое упоминание - лучший художественный фильм:
  - Метеор Питера
  - Только облака закрывают звёзды
- Гран-при немецкого фонда помощи детям:
- Гран-при немецкого фонда помощи детям за лучший художественный фильм:
  - Код Тик
  - Материнская любовь
- Приз немецкого фонда помощи детям - особый приз:
- Приз немецкого фонда помощи детям - особый приз за лучший короткометражный фильм:
  - Снаружи неба
- Приз немецкого фонда помощи детям - особое упоминание:
- Приз немецкого фонда помощи детям - особое упоминание - лучший короткометражный фильм:
  - Тейс и Нико
  - Домашняя кошка
- Приз немецкого фонда помощи детям - особое упоминание - лучший художественный фильм:
  - Маделиф
- Приз Teddy (кино, посвящённое теме сексуальных меньшинств):
- Приз Teddy за лучший короткометражный фильм:
  - Лю в ожидании весны
- Приз Teddy за лучший документальный фильм:
  - Пассажир в машине с Нельсоном Манделой
- Приз Teddy за лучший художественный фильм:
  - Покажи мне любовь
- Приз международной ассоциации кинокритиков (ФИПРЕССИ):
- Приз ФИПРЕССИ (конкурсная программа):
  - Это начинается сегодня
- Приз ФИПРЕССИ (программа «Форум»):
  - Дилер
- Приз ФИПРЕССИ (программа «Панорама»):
  - Жди и смотри
- Приз экуменического (христианского) жюри:
- Приз экуменического (христианского) жюри (конкурсная программа):
  - Это начинается сегодня
- Приз экуменического (христианского) жюри (программа «Форум»):
  - Дилер
- Приз экуменического (христианского) жюри (программа «Панорама»):
  - Поговорите со мной, сёстры
- Специальный приз экуменического (христианского) жюри:
- Специальный приз экуменического (христианского) жюри (конкурсная программа):
  - Освободи меня
- Специальный приз экуменического (христианского) жюри (программа «Панорама»):
  - Одинокие
- Приз Европейской конфедерации художественного кино:
- Приз Европейской конфедерации художественного кино (программа «Форум»):
  - Жизнь – это свист
- Приз Европейской конфедерации художественного кино (программа «Панорама»):
  - Зона военных действий
- Приз Европейской конфедерации художественного кино - почётное упоминание:
- Приз Европейской конфедерации художественного кино - почётное упоминание (программа «Форум»)
  - Юха
  - Жизнь – это свист
- Приз Европейской конфедерации художественного кино - рекомендация:
- Приз Европейской конфедерации художественного кино - рекомендация (программа «Панорама»):
  - Покажи мне любовь
  - Одинокие
- Премия Дон Кихота
  - Окраина
- Премия Дон Кихота - особое упоминание:
  - Госпожа
  - Круиз
- Приз Сети продвижения азиатского кино (NETPAC):
  - 2H
- Приз Сети продвижения азиатского кино - особое упоминание
  - Любовь с первого взгляда
- Приз Альфреда Бауэра
  - Карнавал
- Специальный приз фестиваля Blue Angel за лучший европейский фильм
  - Путешествие к Солнцу
- Приз Caligari за инновации в Программе молодого кино
  - Мальчик Леви
- Приз Нью-Йоркской киноакадемии (программа «Панорама»):
  - Бесконечно
- Приз Нью-Йоркской киноакадемии - особое упоминание (программа «Панорама»):
  - Мечтатели
  - Отец, сын и святой дух
- Приз Peace Film Award
  - Путешествие к Солнцу
- Приз имени Вольфганга Штаудте
  - Круиз
- Приз гильдии немецкого арт-хауса:
  - Колесо фортуны
- Приз газеты Berliner Morgenpost:
  - Тонкая красная линия
  - Влюблённый Шекспир
  - Последняя песнь Мифуне
- Приз газеты Berliner Zeitung
  - Транс
- Приз газеты Siegessäule
  - Трюк